# Ruda, Skvîra
Ruda (în ucraineană Руда) este localitatea de reședință a comunei Ruda din raionul Skvîra, regiunea Kiev, Ucraina.

## Demografie
Componența lingvistică a localității Ruda
     Ucraineană (95,97%)
     Rusă (3,42%)
     Alte limbi (0,61%)
Conform recensământului din 2001, majoritatea populației localității Ruda era vorbitoare de ucraineană (95,97%), existând în minoritate și vorbitori de rusă (3,42%).